# Roger Blin
Roger Blin (Neuilly-sur-Seine, 1907. március 22. – Évecquemont, 1984. január 21.) francia színész, rendező.

## Élete
Apja orvos volt és az apai akarattal szembeszállva választotta Blin a színházat. A második világháború alatt Blin összekötői feladatokat látott el az ellenállás és a francia hadsereg között. Hamvasztási szertartására, melyen Samuel Beckett is részt vett, a párizsi Père-Lachaise temetőben került sor.

## Karrierje
Hosszú karrierje során rendezőként és színészként is tevékenykedett mind a film, mind a színház területén. Pályáját jelentősen mértékben meghatározta kapcsolata olyan alkotókkal, mint Antonin Artaud, Samuel Beckett és Jean Genet. Kezdetben olyan baloldali társulatokban játszott mint a The Company of Five és a The October Group. Az 1930-as évektől több mint 70 filmben szerepelt. 1942-ben Arletty mellett játszott a Marcel Carné által rendezett A sátán követei (Les Visiteurs du soir) című filmben. Szintén színészként szerepelt Jean Marais és Juliette Gréco mellett a Jean Cocteau által 1950-ben rendezett Orfeusz című filmben. Emlékezetes munkái közé tartozik Samuel Beckett Godot-ra várva című színművének legelső bemutatója 1953-ban, melyet nem csak rendezőként jegyzett, de Pozzo szerepét is eljátszotta. Szintén Blin rendezésében került először színre Beckett  A játszma vége (1957) és Ó, azok a szép napok! (1963) című színműve.

## Fordítás
- Ez a szócikk részben vagy egészben  a   Roger Blin című angol Wikipédia-szócikk fordításán alapul.  Az eredeti cikk szerkesztőit annak laptörténete sorolja fel. Ez a jelzés csupán a megfogalmazás eredetét és a szerzői jogokat jelzi, nem szolgál a cikkben szereplő információk forrásmegjelöléseként.
- Ez a szócikk részben vagy egészben  a   Roger Blin című német Wikipédia-szócikk fordításán alapul.  Az eredeti cikk szerkesztőit annak laptörténete sorolja fel. Ez a jelzés csupán a megfogalmazás eredetét és a szerzői jogokat jelzi, nem szolgál a cikkben szereplő információk forrásmegjelöléseként.

## Külső hivatkozások
- Roger Blin a PORT.hu-n (magyarul)
- Roger Blin az Internetes Szinkronadatbázisban (magyarul)
- Roger Blin az Internet Movie Database-ben (angolul)
- Roger Blin a Rotten Tomatoeson (angolul)
- Roger Blin az AlloCiné weboldalán (franciául)
- Roger Blin parle d'Artaud et Breton, (Roger Blin Artaud-ról és Bretonról beszél) Dailymotion, archív video (franciául)
- Extraits de la piece „Fin de partie”, (Részlet Beckett A játszma vége című darabjából) 1968. május 19., ina.fr, archív video (franciául)